# Powaby
Powaby – polski herb szlachecki, zaginiony w XVI wieku.

## Opis herbu
W polu podkowa z różą pośrodku i drugą nad barkiem. Barwy nieznane.

## Najwcześniejsze wzmianki
Herb znany w średniowieczu, zaginął w XVI wieku.

## Herbowni
Nieznani.